# Jenő Fitz
Jenő Fitz (* 5. Februar 1921 in Budapest; † 9. November 2011 ebenda) war ein ungarischer Provinzialrömischer Archäologe und Numismatiker, der sich auch mit Epigraphik und Prosopographie beschäftigte. Insbesondere durch einige wichtige Schriften zur römischen Geschichte seines Heimatlandes wurde er in der internationalen Fachwelt bekannt. Fitz war einer der bedeutendsten Archäologen Ungarns. Sein archäologisches Lebenswerk sind die Ausgrabungen in der römischen Stadt Gorsium, die er von Anfang an leitete.

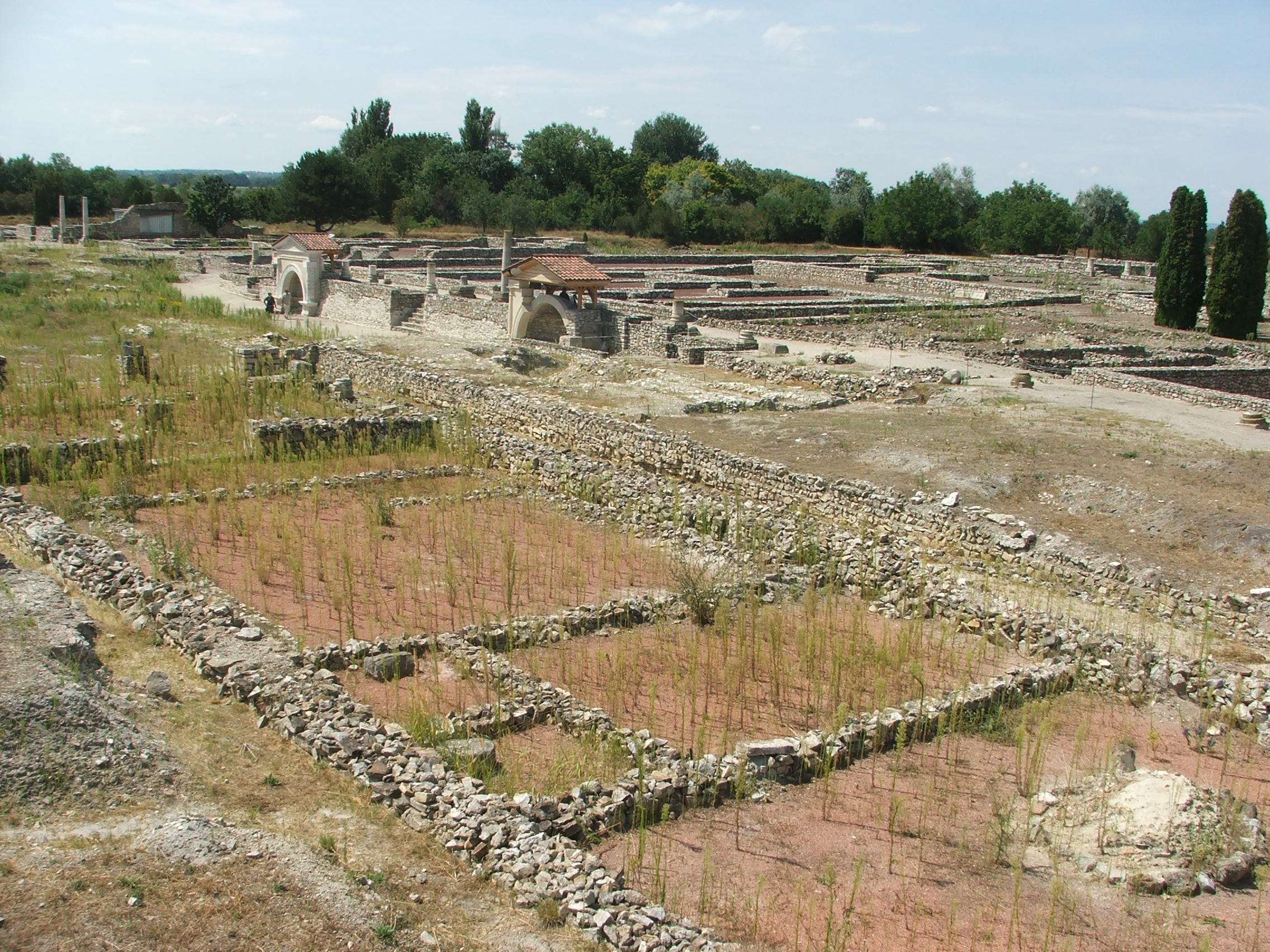
Blick auf das Zentrum der Stadt Gorsium, in der Fitz als erster kontinuierlich grub und forschte.

## Leben
Fitz wurde als Sohn von József Fitz und Margit Rónay in Budapest geboren. Von 1931 bis 1933 besuchte er das Lajos-Nagy-Realgymnasium in Pécs und von 1934 bis 1939 das Szent-Benedek-Realgymnasium in seiner Geburtsstadt. Anschließend studierte er von 1939 bis 1943 an der Budapester Königlichen Péter-Pázmány-Universität und war von 1946 bis 1949 an deren Institut für Klassische Archäologie zunächst als Praktikant, später als Assistenzprofessor tätig. Von 1946 bis 1969 nahm er dort auch eine Lehrtätigkeit als Dozent wahr. Während dieser Zeit, 1947, wurde er mit dem Thema Erinnerungen an Herkules in Pannonien promoviert. Im Jahr darauf heiratete er Éva Petres. Aus dieser Ehe gingen zwei Kinder hervor, darunter der am 28. April 1950 in Budapest geborene Kunsthistoriker Péter Fitz.
Im Jahr 1949 übernahm Jenő Fitz das Amt des Direktors am St.-Stephans-Museum in Székesfehérvár und blieb dort bis 1985. Seit 1958 leitete er die Ausgrabungen in Gorsium, nördlich des Plattensees, und ab 1960 wurde er der Herausgeber der Fachzeitschrift Alba Regia. 1962 nahm er auch die Stelle eines Direktors des Museumsdienstes im Komitat Fejér an und wurde 1985 als Althistoriker promoviert mit einer Arbeit zum Thema Die Verwaltung der pannonischen Provinzen in der Spätzeit des römischen Reiches.
Fitz war Mitglied der Ungarischen Gesellschaft für Archäologie und Kunstgeschichte (Magyar Régészeti és Művészettörténeti Társulat), der Ungarischen Numismatischen Gesellschaft (Magyar Numizmatikai Társulat), der internationalen griechisch-lateinischen epigraphischen Gesellschaft (A Nemzetközi Görög–Latin Epigráfiai Társaság) und war ordentliches Mitglied des Deutschen Archäologischen Instituts und des Österreichischen Archäologischen Instituts.

## Ehrungen und Preise
Er wurde vielfach ausgezeichnet, so mit dem Széchenyi-Preis (1997), dem Károly-Maróth-Preis (1995), der Ferenc-Móra-Medaille (1995), der Dénes-Deák-Medaille (1990), der László-Réthy-Medaille (1985), der Flóris-Rómer-Medaille (1982), der Jenő-Ábel-Medaille (1978) und der Bálint-Kuzsinszky-Medaille (1960).

## Schriften (Auswahl)

### Bücher
- Székesfehérvár und Umgebung – Velence-See – Gorsium. Ma Kiadó, Székesfehérvár 1998.
- Die Verwaltung Pannoniens in der Römerzeit. Vier Bände. Encyclopedia, Budapest 1993–1995.
- Ein Spaziergang durch das alte Székesfehérvár (Stuhlweißenburg). István Király Múzeum, Székesfehérvár 1992, ISBN 963-7131-69-8.
- Das Jahrhundert der Pannonier (193–284). Corvina Kiadó, Budapest 1982, ISBN 963-13-1259-3.
- Der Geldumlauf der römischen Provinzen im Donaugebiet Mitte des 3. Jahrhunderts. Akadémiai Kiadó, Budapest 1978, ISBN 963-05-0858-3.
- Gorsium – Herculia. István Király Múzeum, Székesfehérvár 1970.
- Gorsium. Forschungen. Fejér Megyei Múzeumok Igazgatósága, 1974.
- Gorsium – Herculia – Tác. Corvina Kiadó/Pannonia, Budapest 1973.
- Die Laufbahn der Statthalter in der römischen Provinz Moesia inferior. Böhlau, 1966.
- Gorsium. Fejér Megyei Tanács Idegenforgalmi Hivatala, Székesfehérvár 1960.
- István Király Múzeum Közleményei. Die Herculesstatue v. Baracska. A baracskai Hercules szobor. Band 19. István Király Múzeum, Székesfehérvár 1965.
- A Fejer megyebe hurcolt római kövec kérdéséhez. Zur Frage der ins Komitat Fejér verschleppten Steindenkmäler aus der Römerzeit. István Király Muzeum, Székesfehérvár 1958.

### Herausgeberschaft
- Der Römische Limes in Ungarn (= István Király Múzeum Közleményei. Serie A, Nummer 22). Fejér Megyei Múzeumok Igazgatósága, Székesfehérvár 1976.
- mit Sándor Soproni und András Mócsy: Das Territorium von Aquincum, die Civitas Eraviscorum und die Limesstrecke Matrica-Annamatia und das Territorium von Gorsium. In: der Reihe: Die römischen Inschriften Ungarns (RIU). 6. Lieferung. Enciklopédia Kiadó, Budapest und Rudolf Habelt Verlag, Bonn 2001, ISBN 3-7749-3054-6.
- Intercisa. In: der Reihe: Die römischen Inschriften Ungarns (RIU). 5. Lieferung. Budapest und Rudolf Habelt Verlag, Bonn 1991, ISBN 3-7749-2436-8.
- Die Fundmünzen der römischen Zeit in Ungarn, Band 1. Komitat Fejér. Rudolf Habelt Verlag, Bonn 1990, ISBN 3-7749-2407-4.

### Aufsätze (Auswahl)
- Gorsium – Herculia. Teil I: Forschungen 2. In: Alba Regia. Bd. 34. Stuhlweißenburg 2005. S. 45–80.
- Der heilige Bezirk des Kaiserkultes in Niederpannonien. In: Alba Regia. Bd. 32. Stuhlweißenburg 2003. S. 7–40.
- Die Städte Pannoniens. In: Situla. Razprave narodnega Muzeja v Ljubljani. Bd. 41. Laibach 2003. S. 47–52.
- Probleme der Zweiteilung Illyricums . In: Alba Regia. Bd. 29. Stuhlweißenburg 2000. S. 65–73.
- Pannonische Ritter. In: Alba Regia. Bd. 29. Stuhlweißenburg 2000. S. 115–136.
- Der Besuch des Septimius Severus in Pannonien im Jahr 202. In: Acta Archaeologica Academiae Scientiarum Hungaricae. 11, 1959. S. 237–263.